# Boa constrictor nebulosa
Boa constrictor nebulosa, llamada comúnmente boa de  o boa , es una de las subespecies que integran la especie Boa constrictor, un gran ofidio que se distribuye en la isla Dominica en el mar Caribe.

La isla Dominica; el único territorio donde habita esta subespecie.

## Distribución y hábitat
Se distribuye B. c. nebulosa en la isla Dominica en el mar Caribe.

## Características
- Escamas dorsales: 59 a 69
- Escamas ventrales: 258 a 273
- Escamas caudales: ?
- Número de manchas entre la cabeza y el ano: 32 a 35
- Promedio de las manchas dorsales longitudinales: ?

El dimorfismo sexual es pronunciado, pues las hembras son significativamente más grandes que los machos. Es una boa de cuerpo pesado, macizo, musculoso y de apariencia fuerte y robusta. Su cola, algo prensil, es corta, algo menos en el macho pues aloja en ella a sus órganos copuladores. Los ojos son pequeños, con la pupila vertical, a causa de sus hábitos nocturnos. Su cabeza es triangular, con poderosas mandíbulas armadas de 4 hileras de largos dientes curvos en la superior, y dos hileras en la inferior.

## Taxonomía

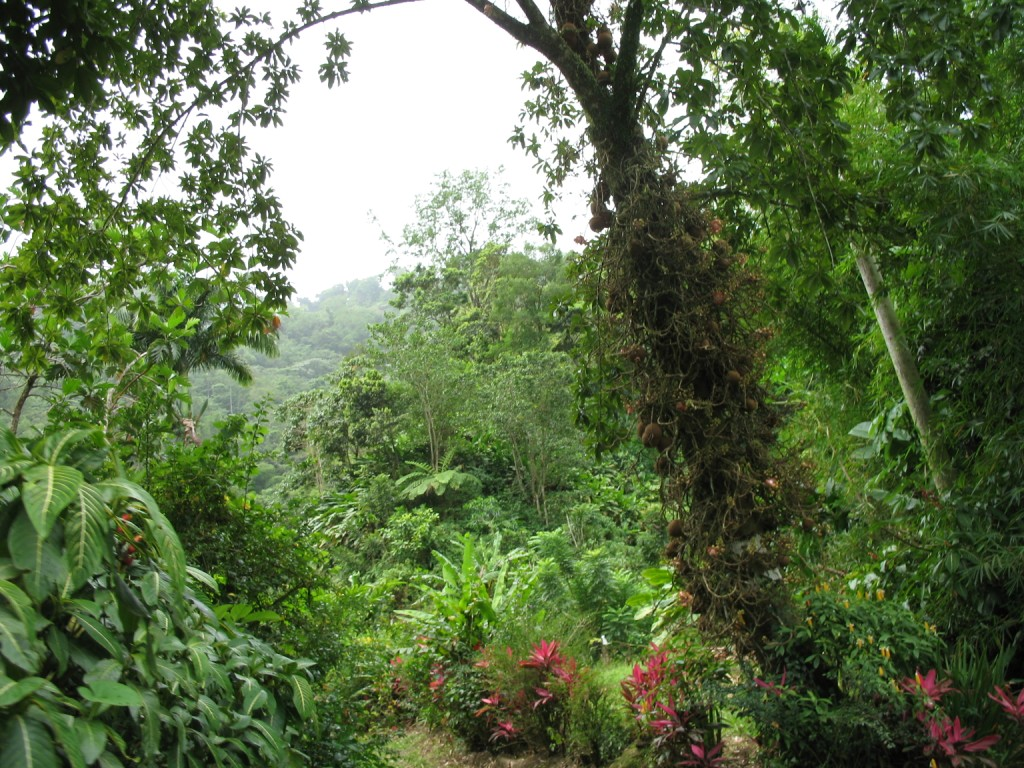
Selva tropical en la isla Dominica; el hábitat de esta subespecie.

Fue descrita en el año 1964 por Lazell. Esta subespecie se incluye, junto a varias otras, dentro de la especie Boa constrictor. Para otros autores, merece ser considerada una especie aparte: Boa nebulosa.

## Costumbres
Este taxón es mayormente terrestre, aunque suele trepar a los árboles para buscar un refugio. No habita en el agua ni en sus proximidades, si bien nada muy bien. Suele termorregular su temperatura con baños de sol. Es raro que logren vivir más de 20 años en el hábitat silvestre, pero en cautiverio su expectativa es de entre 30 a 40 años.

## Alimentación
Esta gran boa sale de sus refugios a cazar generalmente al caer el sol, y durante toda la noche. Captura sus presas con la técnica del asecho; una vez asidos, los envuelve con su propio cuerpo, asfixiándolos, pues mata por constricción. Finalmente los animales son tragados enteros, siempre comenzando por la cabeza. Su dieta se compone de grandes lagartos y de animales de sangre caliente, como aves y pequeños mamíferos. Si bien podría eventualmente llegar a capturar a un niño muy pequeño de los que comparten su hábitat, jamás se ha podido comprobar fehacientemente un ataque. Igualmente es un animal peligroso, por su mordedura aguda y su fuerza muscular.

## Reproducción
Pare sus crías vivas, luego de un periodo de gestación de unos 5 meses. La camada se compone de entre 6 a 43 crías, de aproximadamente 40 cm de longitud. Cada cría nace envuelta en una bolsa prenatal con forma de capa gelatinosa, de la cual la madre la ayuda a desembarazarse.

## Conservación
Está incluida en CITES en el apéndice II. Son dos las principales causas que generan su retroceso poblacional. El primero es su captura para utilizar su cuero en la industria marroquinera, gracias a que su piel posee además de atractivos diseños, escamas pequeñas, por lo que la hace muy comercial. La otra gran amenaza es la reconversión de su hábitat para destinarlo a cultivos.